# Taffuh
Taffuh (arab. تفّوح) – miasto w Autonomii Palestyńskiej (południowy Zachodni Brzeg, muhafaza Hebron). Według danych oficjalnych na rok 2007 liczyło 10 438 mieszkańców.